# Статерій (геологічний період)
Статерій (геологічний період) (дав.-гр. σταθερός — «стійкий») — останній геологічний період палеопротерозою. Продовжувався від 1800 до 1600 мільйонів років тому (ці межі не прив'язані до стратиграфічних утворень).
За статерію сформувались еукаріоти.
Період характеризується появою нових платформ і остаточною кратонізацією складчастих поясів. За статерію формується суперконтинент Колумбія.